# Enrique Guaita
Enrique Guaita, Enrico (Lucas González, 1910. július 15. – Bahía Blanca, 1959. május 10.) argentin és olasz válogatott világbajnok labdarúgó, csatár.

## Pályafutása

### Klubcsapatban
1927-ben az Estudiantes csapatában kezdte a labdarúgást, ahol 1928-ban mutatkozott be az első csapatban. 1933-ban Olaszország szerződött az AS Roma együtteséhez, ahol az 1934–35-ös idényben a bajnokság gólkirálya lett 28 góllal. 1936-ban hazatért Argentínába. Először a Racing Club, majd ismét az Estudiantes labdarúgója volt. 1939-ben vonult vissza az aktív labdarúgástól.

### A válogatottban
1933-ban két alkalommal szerepelt az argentin válogatottban és egy gólt ért el. Ugyanebben az évben már az olasz B-válogatottban is bemutatkozott egyszer és két gólt szerzett. 1934-35-ben tíz alkalommal szerepelt az olasz labdarúgó-válogatottban és öt gólt ért el. Tagja volt az 1934-es világbajnoki címet nyert csapatnak. 1937-ben ismét argentin színekben szerepelt és részt vett az 1937-es Copa América tornán, ahol csapattal aranyérmet szerzett.

## Sikerei, díjai
Olaszország
- Világbajnokság
  - aranyérmes: 1934, Olaszország

 Argentína
- Copa América
  - aranyérmes: 1937, Argentína

 AS Roma
- Olasz bajnokság
  - gólkirály: 1934–35 (28 gól)